# مسابقات قهرمانی دو و میدانی نوجوانان جهان
مسابقات قهرمانی دو و میدانی نوجوانان جهان (انگلیسی: IAAF World Youth Championships in Athletics) مسابقات ورزش دو و میدانی زیر ۱۸ سال است که هر دو سال یک بار از سال ۱۹۹۹ تاکنون برگزار می‌شود.

## مسابقات
| مسابقه | سال  | شهر     | کشور      | تاریخ         | ورزشگاه                           |
| ------ | ---- | ------- | --------- | ------------- | --------------------------------- |
| 1st    | ۱۹۹۹ | بیدگوشچ | لهستان    | ۱۶ – ۱۸ ژوئیه | Zdzisław Krzyszkowiak Stadium     |
| 2nd    | ۲۰۰۱ | دبرسن   | مجارستان  | ۱۲ – ۱۵ ژوئیه | Gyulai István Atlétikai Stadion   |
| 3rd    | ۲۰۰۳ | شربروک  | کانادا    | ۹ – ۱۳ ژوئیه  | Université de Sherbrooke Stadium  |
| 4th    | ۲۰۰۵ | مراکش   | مراکش     | ۱۳ – ۱۷ ژوئیه | Stade Sidi Youssef Ben Ali        |
| 5th    | ۲۰۰۷ | استراوا | جمهوری چم | ۱۱ – ۱۵ ژوئیه | Městský stadion                   |
| 6th    | ۲۰۰۹ | بریکسن  | ایتالیا   | ۸ – ۱۲ ژوئیه  | Raiffeisen Arena di Bressanone    |
| 7th    | ۲۰۱۱ | لیل     | فرانسه    | ۶ – ۱۰ ژوئیه  | Stadium Lille Métropole           |
| 8th    | ۲۰۱۳ | دونتسک  | اوکراین   | ۱۰ – ۱۴ ژوئیه | RSC Olimpiyskiy                   |
| 9th    | ۲۰۱۵ | کالی    | کلمبیا    | ۱۵ – ۱۹ ژوئیه | Estadio Olímpico Pascual Guerrero |
| 10th   | ۲۰۱۷ | نایروبی | کنیا      |               | Nyayo National Stadium            |